# Biłky (obwód zakarpacki)
Biłky (ukr. Білки, ros. Белки, węg. Bilki) – wieś na Ukrainie w rejonie irszawskim obwodu zakarpackiego. W 2001 roku liczyła 8064 mieszkańców.